# Acanthostachys strobilacea
Acanthostachys strobilacea là một loài thực vật có hoa trong họ Bromeliaceae. Loài này được (Schult. & Schult.f.) Klotzsch mô tả khoa học đầu tiên năm 1841.

## Hình ảnh

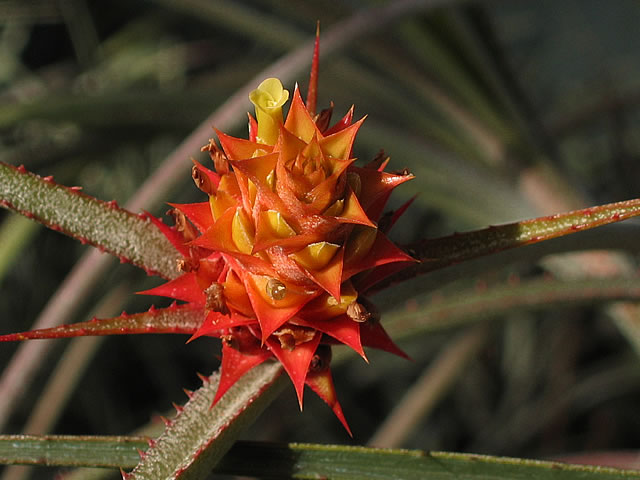
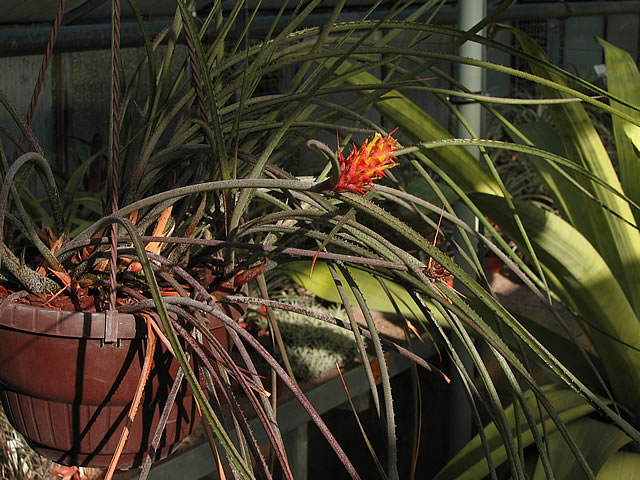
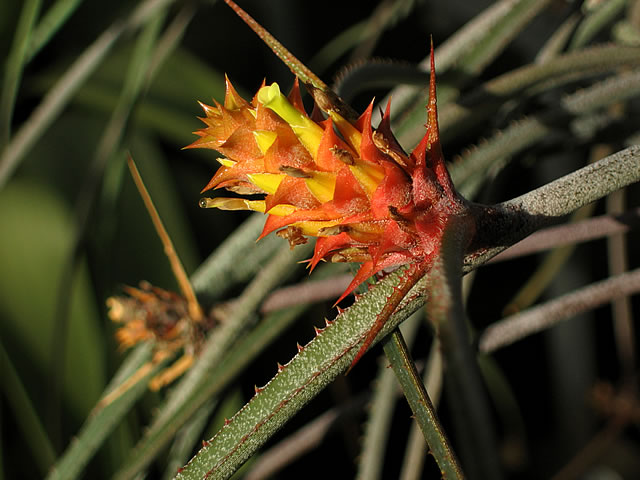
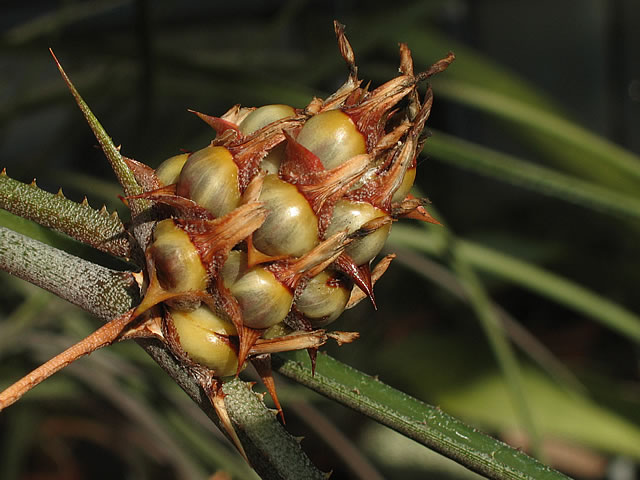